# Maigonis Valdmanis
Maigonis Valdmanis (Riga, 9 settembre 1933 – Roja, 30 ottobre 1999) è stato un cestista e allenatore di pallacanestro sovietico, dal 1992 lettone.

## Carriera
Con l'Unione Sovietica ha disputato tre edizioni dei Giochi olimpici (Helsinki 1952, Melbourne 1956, Roma 1960), i Campionati mondiali del 1959 e tre edizioni dei Campionati europei (1957, 1959, 1961).

## Palmarès
- Campionato sovietico: 2

ASK Riga: 1957, 1958
- Coppa dei Campioni: 3

ASK Riga: 1958, 1958-59, 1959-60